# Avelumab
L'avelumab, diffuso con il nome commerciale di Bavencio, è un anticorpo monoclonale umano appartenente alla famiglia delle immunoglobuline G1 (IgG1) che ha per target il ligando PD-L1 della proteina 1 della morte cellulare programmata PD-1.

## Meccanismo di azione
L'avelumab si lega al ligando della proteina 1 della morte cellulare programmata (PD-1) e blocca l'interazione tra questa e i suoi recettori; l'anticorpo, di conseguenza, porta all'inibizione dell'attività di soppressione dei linfociti T citotossici (CD8+) attuata dalla PD-1, ristabilendo così la risposta antitumorale dei linfociti T. È parimenti stato dimostrato che l'avelumab induce la lisi diretta delle cellule cancerose ad opera delle cellule natural killer, attraverso meccanismi di citotossicità mediata da cellule dipendente da anticorpi.

## Indicazioni terapeutiche
L'anticorpo è utilizzato in monoterapia per il trattamento di adulti affetti da carcinoma a cellule di Merkel metastatico.

## Effetti indesiderati
Gli effetti collaterali più frequentemente osservati sono astenia (presente nel 32,4% dei pazienti a cui è stato somministrato l'avelumab), nausea (25,1%), diarrea (18,9%), inappetenza (18,4%), stitichezza (18,4%), reazioni infiammatorie locali nel sito della somministrazione intravenosa (17,1%), calo ponderale (16,6%) e vomito (16,2%).